# Hybophorellus aulicus
Hybophorellus aulicus là một loài tò vò trong họ Ichneumonidae.